# Pedipalpo

Thelyphonida, em visão dorsal, com pedipalpos destacados em verde.

Em zoologia, chamam-se pedipalpos, ou simplesmente palpos, o segundo par de apêndices articulados e móveis do prossoma dos artrópodes do sub-filo Chelicerata, ao qual pertencem as aranhas, escorpiões, ácaros e algumas espécies marinhas. Os merostomados têm dois pares de pedipalpos.
Os pedipalpos encontram-se localizadas dos lados da boca, são articulados e servem, na maior parte das espécies para ajudar as quelíceras (o primeiro par) na alimentação.
Em várias espécies de aranhas, os pedipalpos encontram-se modificados como órgãos copuladores. Na maioria das espécies são pequenos, mas nos escorpiões são grandes e terminam numa pinça e nos solífugos são alongados e confundem-se com um quinto par de patas.

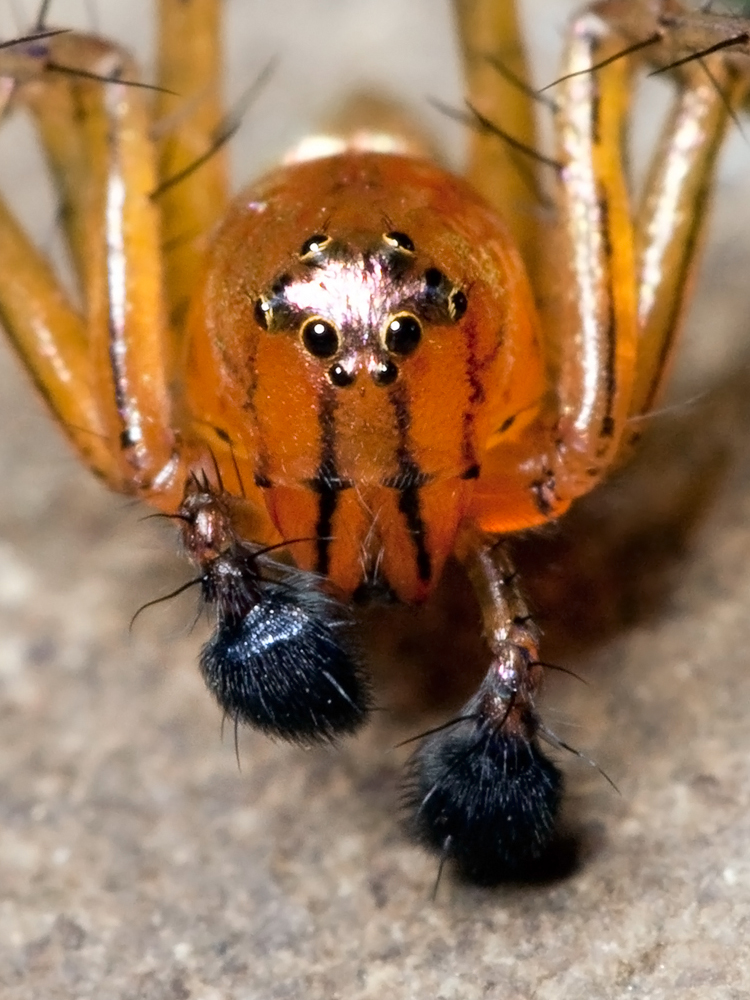
Oxyopes salticus com pedipalpos aumentados.